# Березенки (Белинский район)
Березенки — деревня в Белинском районе Пензенской области России, входит в состав Пушанинского сельсовета.

## География
Деревня расположена на берегу реки Чембар в 2 км на запад от центра поселения села Пушанино и в 7 км на юго-запад от райцентра города Белинский.

## История
Основана как выселок из с. Мачи между 1762 и 1782 гг., в «градской даче» города Чембара, на бывших землях ясачных крестьян. В 1877 г. – в составе Мачинской волости Чембарского уезда Пензенской губернии, 92 двора. Приходом состояла при Архангельской церкви с. Мачи. В 1896 г. – 126 дворов. В 1911 г. – деревня Мачинской волости Чембарского уезда, крестьянская община единая с крестьянами с. Мачи, 150 дворов, 2 лавки. 
C 1928 г. — центр Березенского сельсовета в Чембарском районе Пензенского округа Средне-Волжской области. C 1939 г. — в составе Мачинского сельсовета Чембарского района Пензенской области.  

## Население
| 1782 | 1864 | 1877 | 1897 | 1911 | 1926  | 1939 |
| ---- | ---- | ---- | ---- | ---- | ----- | ---- |
| 224  | ↗448 | ↗586 | ↗707 | ↗923 | ↗1025 | ↘683 |
| 1959 | 1979 | 1989 | 1996 | 2002 | 2010  |      |
| ↘490 | ↘370 | ↘249 | ↗268 | ↘235 | ↘195  |      |